# ۱۰۸۰ (میلادی)
۱۰۸۰ (میلادی) هزارو هشتادمین سال تقویم میلادی است.

## درگذشتگان
‎